# Pau d'Arco do Piauí
Pau D'Arco do Piauí est une municipalité brésilienne située dans l'État du Piauí.